# John Stewart McDiarmid
Pour les articles homonymes, voir McDiarmid.
John Stewart McDiarmid (25 décembre 1882 - 7 juin 1965) est un homme politique canadien, Lieutenant-gouverneur de la province du Manitoba de 1953 à 1960.